# Vaughania cloiselii
Vaughania cloiselii é uma espécie vegetal da família Fabaceae.
Apenas pode ser encontrada no Madagáscar.